# Marchia Wkrzańska

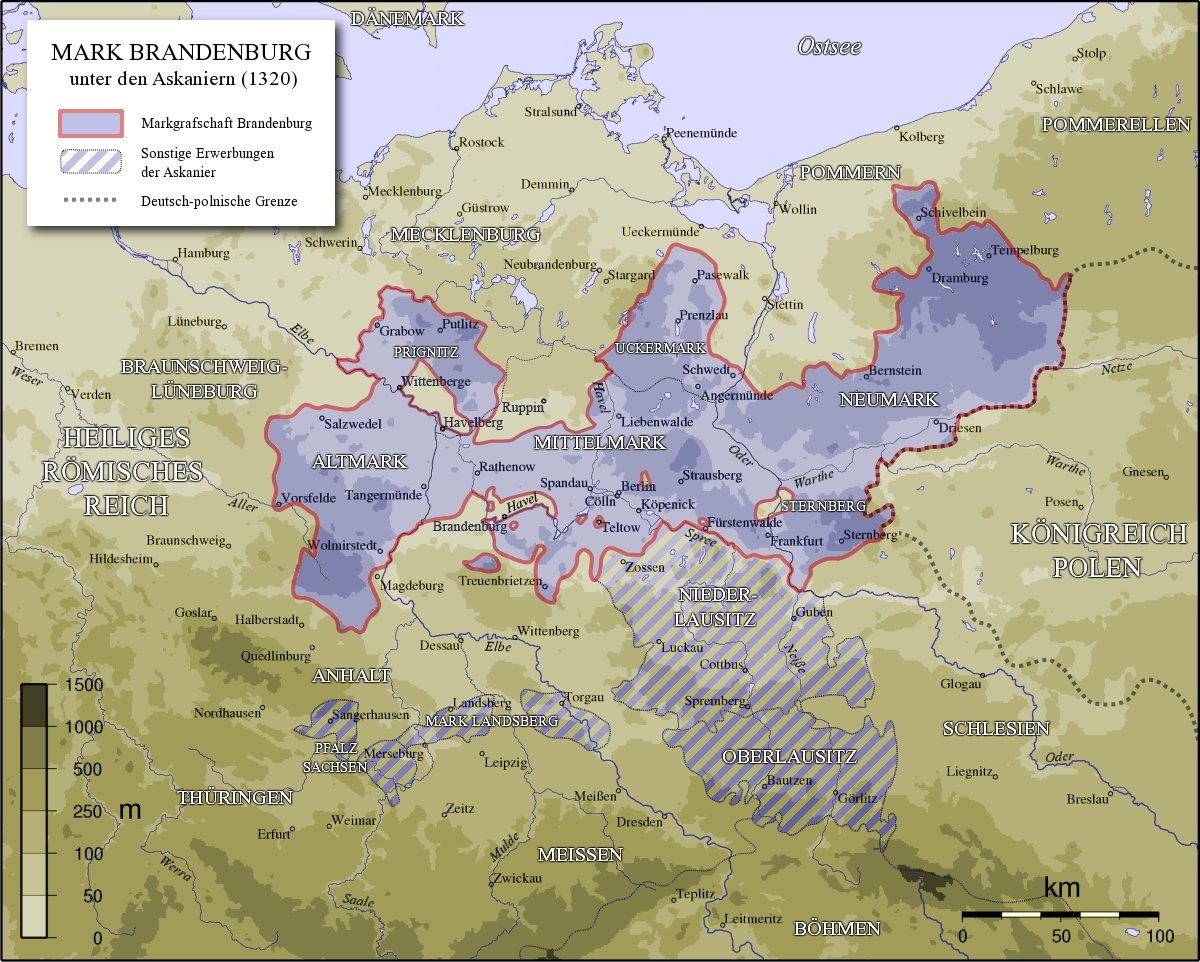
Marchia Uckermark na mapie

Marchia Wkrzańska (niem. Uckermark) – obecnie kraina w Brandenburgii (Niemcy), a dawniej marchia leżąca na południowy zachód od Szczecina – w przeszłości wydzielona z Kurmarchii (głównej części Marchii Brandenburskiej). 
Nazwa marchii pochodzi od słowiańskiej nazwy głównej rzeki tego terenu – Wkry (niem. Ucker). W XIII-XV w. region parokrotnie zmieniał gospodarza pomiędzy księstwem pomorskim a Marchią Brandenburską. Definitywnie odłączony od Pomorza po wojnie wkrzańskiej lat 1425–1427. Od 1701 w granicach Prus, a od 1871 Niemiec. Do Marchii Wkrzańskiej nawiązuje nazwą obecny powiat Uckermark ze stolicą w Prenzlau.
Główne miasta: Prenzlau, Schwedt/Oder, Angermünde.

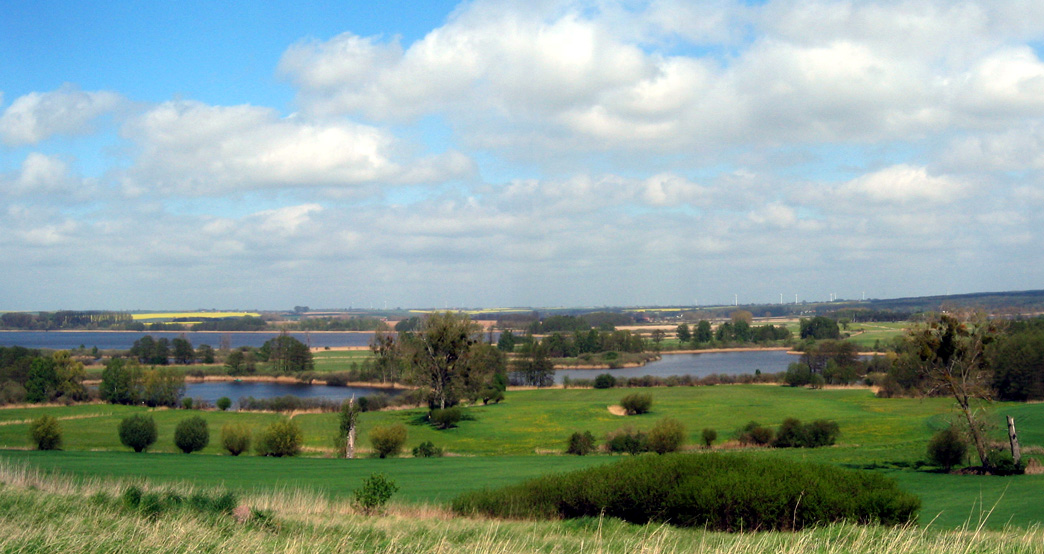
Krajobraz krainy